# Концевич Іван Михайлович (голова Прокоп'євської міськради)
Іван Михайлович Концевич (1904, станиця Ілліновська Терської області, тепер Грозненського району, Чечня, Російська Федерація — листопад 1974, місто Київ) — радянський діяч, голова Прокоп'євської міської ради Новосибірської (тепер Кемеровської) області. Депутат Верховної ради СРСР 1-го скликання.

## Біографія
Народився в родині залізничника. У 1917 році разом із родиною переїхав до міста Туапсе та влаштувався учнем токаря паровозного депо Чорноморської залізниці, де працював його батько. Працював токарем по металу механічного заводу, слюсарем із ремонту рухомого складу.
У роки Громадянської війни в Росії служив у радянському партизанському загоні, разом із частинами Червоної армії брав участь у захопленні міста Туапсе.
З 1921 року — секретар районного комітету комсомолу. Член РКП(б) з 1924 року.
Потім працював помічником машиніста на залізниці, перебував на радянській та партійній роботі.
З 1928 по 1931 рік навчався в інституті, інженер-механік.
У 1931—1934 роках — на відповідальній роботі на транспорті в Уфі та Сталінграді, на Самаро-Златоустівській залізниці. У 1934 році серед тисячі радянських фахівців був направлений до Сибіру для «перетворення Кузбасу на другий Донбас».
З 1934 по 1937 рік — начальник технічної станції рудоуправління, начальник будівництва трамваю в місті Прокоп'євську, керуючий будівельної контори тресту «Кузбастехбуд».
З 1937 року — голова Прокоп'євської міської ради Новосибірської (тепер Кемеровської) області.
Під час німецько-радянської війни працював на Північно-Кавказькій залізниці, очолював відділення Чорноморської групи військ Закавказького фронту.
У 1944—1945 роках — заступник начальника «Мостобуду» № 1 Міністерства шляхів сполучення СРСР, потім начальник мостопоїзду № 425 у місті Києві. З 1949 року працював уповноваженим представником транспортного відділу Радянської контрольної комісії в Німеччині.
У січні 1958 року вийшов на пенсію, активно продовжував займатися громадською роботою.
Помер наприкінці листопада 1974 року в Києві. Похований на меморіальному Байковому цвинтарі.

## Нагороди
- ордени
- медалі